# ポルティージョ・デ・トレード
ポルティージョ・デ・トレード（Portillo de Toledo）は、スペイン・カスティーリャ＝ラ・マンチャ州トレド県のムニシピオ（基礎自治体）。

## 地理
ポルティージョ・デ・トレードはフエンサリーダ、ノベス、マケーダの各自治体と隣接する。

### 人口
2011年1月1日現在の人口は2,250人。
| ポルティージョ・デ・トレードの人口推移 1900－2014       |
|                                                         |
| 出典:INE（スペイン国立統計局）1900年 - 1991年、1996年 - |

## 歴史
1161年のカスティーリャ王アルフォンソ7世の文書に、サンタ・マリーア・デ・バトレス修道院への寄進についての記述で"Portellu"が言及されている。
16世紀半ばにはポルティージョはトレド王国の領域で重要な村の一つと考えられるようになった。フェリーペ4世の治世にVillaの称号を得た。

## 政治
自治体首長はカスティーリャ＝ラ・マンチャ社会党（Partido Socialista de Castilla-La Mancha、PSCM-PSOE）のホセ・アンヘル・フェルナンデス・ゴンサーレス（José Ángel Fernández González）で、自治体評議員は、カスティーリャ＝ラ・マンチャ社会党：4、カスティーリャ＝ラ・マンチャ国民党（Partido Popular de Castilla-La Mancha）：1となっている（2011年5月22日の自治体選挙結果、得票順）。
| 1999年6月13日自治体選挙 |        |        |          |
| 政党                    | 得票数 | 得票率 | 獲得議席 |
| PP                      | 622    | 47.55% | 5        |
| PSOE-PROG.              | 372    | 28.44% | 2        |
| IU                      | 303    | 23.17% | 2        |

| 2003年5月25日自治体選挙 |        |        |          |
| 政党                    | 得票数 | 得票率 | 獲得議席 |
| PP                      | 719    | 52.71% | 6        |
| PSOE                    | 469    | 34.38% | 4        |
| IU                      | 167    | 12.24% | 1        |

| 2007年5月27日自治体選挙 |        |        |          |
| 政党                    | 得票数 | 得票率 | 獲得議席 |
| PP                      | 697    | 52.29% | 6        |
| PSOE                    | 493    | 36.98% | 4        |
| IU-ICM                  | 135    | 10.13% | 1        |

| 2011年5月22日自治体選挙 |        |        |          |
| 政党                    | 得票数 | 得票率 | 獲得議席 |
| PP                      | 662    | 49.15% | 5        |
| PSOE                    | 552    | 40.98% | 5        |
| IU                      | 125    | 9.28%  | 1        |

### 司法行政
ポルティージョ・デ・トレードはトリーホス司法管轄区に属す。